# Cristian Javier Simari Birkner
Cristian Javier Simari Birkner (* 4. Oktober 1980 in San Carlos de Bariloche, Provinz Río Negro) ist ein argentinischer Skirennläufer.

## Biografie
Der Argentinier ist zurzeit der beste Skiläufer Südamerikas. Insgesamt gewann er 16-mal die Gesamtwertung des FIS-Südamerikacups, davon zwischen 2004 und 2013 zehnmal in Folge. Neben 65 Rennen gewann er etliche Disziplinenwertungen. Im Ski-Europacup schaffte Simari Birkner 2001 zwei dritte Plätze im Slalom, außerdem entschied er zahlreiche argentinische Meisterschaften für sich.

### Weltcup
Im Weltcup fährt Cristian Javier Simari Birkner seit der Saison 1998/99. Er ist fast ausschließlich in den technischen Disziplinen Slalom und Riesenslalom sowie in der Kombination bzw. Superkombination am Start und nur sehr selten in den Disziplinen Super-G und Abfahrt. Lange Zeit blieb Simari Birkner ohne Weltcuppunkte, unter anderem weil er 2001 einen Torfehler beim vorletzten Tor des Riesenslaloms von Kranjska Gora beging (damals hatte er sich zum bisher einzigen Mal für einen zweiten Durchgang in den technischen Disziplinen qualifiziert) und er 2004 sichere Punkte in der Kombination von Chamonix vergab, weil er wegen eines nicht regelkonformen Starts disqualifiziert wurde. Sechs Jahre lang war ein 32. Platz in der Super-Kombination von Val-d’Isère am 11. Dezember 2005 Simari Birkners bestes Weltcupergebnis, bis ihm schließlich am 12. Februar 2012 mit dem 26. Platz in der Super-Kombination von Krasnaja Poljana die erste Top-30-Platzierung und damit der erste Punktegewinn im Weltcup gelang.

### Großereignisse
Zusammen mit seinen beiden Schwestern nahm Cristian Javier an den Olympischen Winterspielen 2002 in Salt Lake City, 2006 in Turin und 2010 in Vancouver teil. Seine beste olympische Platzierung ist der 17. Rang im Slalom von 2002. Zudem repräsentierte er Argentinien schon bei elf alpinen Skiweltmeisterschaften (1997 in Sestriere, 1999 in Vail/Beaver Creek, 2001 in St. Anton, 2003 in St. Moritz, 2005 in Bormio/Santa Caterina, 2007 in Åre, 2009 in Val-d’Isère, 2011 in Garmisch-Partenkirchen, 2013 in Schladming, 2015 in Vail/Beaver Creek und 2017 in St. Moritz). Platz 17 war auch hier sein bestes Ergebnis, welches er sowohl 2003 im Riesenslalom in St. Moritz als auch 2007 im Slalom in Åre erreichte. 2019 nahm er an der Osttimoresischen Alpinen Skimeisterschaft teil.

## Privates
Cristian Javier Simari Birkner entspannt einer Sportbegeisterten Familie. Seine Tanten Magdalena und Carolina sowie seine Onkel Jorge Raúl Birkner Cogan und Ignacio Birkner waren als Skirennläufer aktiv, ebenso wie seine Schwestern María Belén, Macarena und Angélica, als auch seine Cousins Jorge Francisco Birkner Ketelhohn und Tomás Birkner de Miguel. Zwei weitere Cousins, Bautista und Francisco Cruz Saubidet Birkner sind Segelsportler.

## Erfolge

### Weltmeisterschaften
- Åre 2019: 9. Mannschaftswettbewerb
- Cortina d’Ampezzo 2021: 27. Riesenslalom, 27. Slalom

### Weltcup
- 2 Platzierungen unter den besten 30

### Weltcupwertungen
| Saison  | Gesamt | Gesamt | Kombination | Kombination |
| Saison  | Platz  | Punkte | Platz       | Punkte      |
| ------- | ------ | ------ | ----------- | ----------- |
| 2011/12 | 138.   | 5      | 40.         | 5           |
| 2012/13 | –      | –      | –           | –           |
| 2013/14 | –      | –      | –           | –           |
| 2014/15 | –      | –      | –           | –           |
| 2015/16 | 157.   | 2      | 47.         | 2           |
| 2016/17 | –      | –      | –           | –           |